# کیث اربن
کیث لیونل اربن AO (انگلیسی: Keith Lionel Urbahn؛ زادهٔ ۱۵ اکتبر ۱۹۶۷)، خوانندهٔ و ترانه‌نویس استرالیایی-آمریکایی است که  برای فعالیتش در ژانر کانتری معروف است.
اربن در نیوزیلند متولد شد و فعالیت هنری‌اش را از سن پایین در استرالیا آغاز کرد. در سال ۱۹۹۱ نخستین آلبوم‌اش را عرضه کرد که چهار تک‌آهنگ از این آلبوم وارد جدول تک‌آهنگ‌های استرالیا شدند. در سال ۱۹۹۲ به ایالات متحده آمریکا رفت. ابتدا به عنوان گیتاریست برای گارث بروکس و دیکسی چیکس کار می‌کرد تا اینکه گروه د رنچ را تشکیل داد. د رنچ نخستین آلبوم‌اش را در سال ۱۹۹۷ از طریق کپیتال رکوردز عرضه کرد و توانست دو تک‌آهنگ وارد جدول فروش تک‌آهنگ‌های کانتری بیلبورد کند.
اربن در سال ۱۹۹۹ نخستین آلبوم انفرادی‌اش را در آمریکا عرضه کرد. آلبوم نسبتاً موفق بود طوری که یک میلیون نسخه فروخت و یک تک‌آهنگ‌اش در جدول تک‌آهنگ‌های کانتری بیلبورد آمریکا شماره یک شد. جاده‌ی طلایی نام دومین آلبوم اربن در آمریکا بود که در سال ۲۰۰۲ منتشر شد. این آلبوم اولین جایزه گرمیاش را برای تک‌آهنگ «تو به من فکر خواهی کرد»، که چهارمین شماره یک او در آمریکا بود، کسب کرد. اینجا باش سومین آلبوم وی در آمریکا بود که در سال ۲۰۰۴ وارد بازار شد. این آلبوم با فروش بیش از ۴ میلیون نسخه در آمریکا تا به امروز پرفروش‌ترین آلبوم اربن بوده‌است. عشق، درد و همه چیز دیوانه آلبوم بعدی اربن بود که در سال ۲۰۰۶ عرضه شد. تک‌آهنگ «پسر احمق» از این آلبوم دومین جایزه گرمی را برایش به همراه داشت.
اربن ۱۲ آلبوم استودیویی عرضه کرده‌است و ۱۲ تک‌آهنگ وی در صدر جدول تک‌آهنگ‌های کانتری بیلبورد ایالات متحده قرار گرفته‌اند. وی چهار بار برنده جایزه گرمی در شاخه بهترین اجرای خواننده مرد کانتری شده‌است. ت. در سال ۲۰۰۶ با بازیگر استرالیایی، نیکول کیدمن ازدواج کرد و حاصل این ازدواج دو فرزند به نام‌های ساندی رز کیدمن اربن (زادهٔ ۷ ژوئیه ۲۰۰۸) و فیث مارگارت کیدمن اربن (زادهٔ ۲۸ دسامبر ۲۰۱۰) است.
او در انیمیشن بازگشت به اوت‌بک به عنوان گوینده حضور داشته است.